# Programer (revija)
Programer je bila slovenska računalniška revija za programerje, ki je izhajala samostojno od leta 1992 do 1994, po 25. številki pa izhaja kot priloga revije Monitor. Prva številka Programerja je izšla marca [992 v nakladi 1500 izvodov. 
Ustanovitelj in izdajatelj revije do priključitve Monitorju je bilo podjetje MojsteR, d.o.o.. Glavni in odgovorni urednik je bil Matjaž Potrč, njegov pomočnik pa Uroš Mesojedec.
Pisci so bili predvsem uporabniki BBS-ov. Pretežno so bili pisateljski začetniki, sedaj pa so večinoma uveljavljeni računalnikarji in publicisti. V reviji je med drugimi objavljal Janez Demšar.